# 1981 en Lorraine
Chronologie de la Lorraine
- 1977
- 1978
- 1979
- 1980
- 1981
- 1982
- 1983
- 1984
- 1985

Cette page est une liste d'événements qui se sont produits durant l'année 1981 en Lorraine.

## Événements

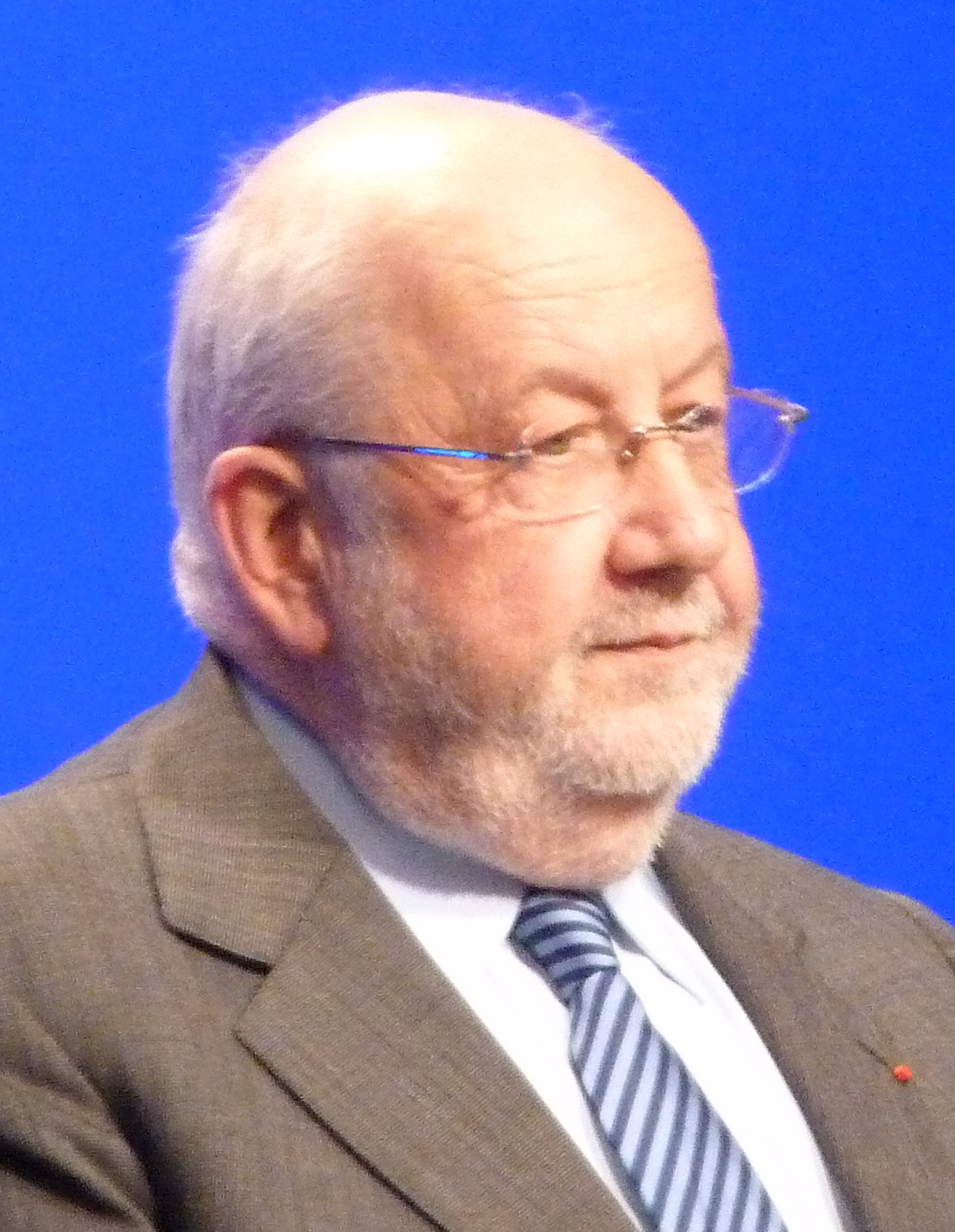
André Rossinot

- Fondation de la Société Thierry Alix - Association de soutien des Archives publiques de Lorraine[1].
- Ouverture de la La Maison du verre et du cristal à Meisenthal[2].
- Bruno Saby et Françoise Sappey remportent le rallye de Lorraine sur une Renault 5 Turbo[3].
- Fermetures, de la Mine de Rochonvillers à Algrange de la mine de Brehain à Thil , de la mine de Boulange, de la Mine de Micheville à Villerupt et de la Mine d'Homécourt[4].
- Tournage à Nancy du film Le Bunker de la dernière rafale de Marc Caro et Jean-Pierre Jeunet[5].
- Ouverture par Renault à Basse-Ham de la Société Mosellane de Pistons[6].

- 11 mars : manifestations dans de nombreuses villes des Vosges pour la défense de l'emploi[7].
- 16 mars : Pavel Složil remporte le tournoi de tennis de Lorraine.
- 21 juin : sont élus députés,
  - de Meurthe-et-Moselle : Jean-Paul Durieux élu dans la 7e circonscription; Job Durupt, socialiste dans la 2e circonscription; Colette Goeuriot, membre du parti communiste français, réélue dans la 6e circonscription; André Rossinot
  - de la Meuse : Jean Bernard (homme politique, 1923-2004) : 1re circonscription; Jean-Louis Dumont : 2e circonscription
  - de la Moselle : Paul Bladt, membre du parti socialiste; René Drouin; Jean Laurain, réélu; Robert Malgras, député de la 4e circonscription;  Pierre Messmer, élu dans la 8e circonscription; Charles Metzinger, élu dans la 5e circonscription; Jean Seitlinger : réélu;
  - des Vosges : Philippe Séguin; Christian Pierret; Jean Valroff; Serge Beltrame.
- Août : Marie-Claire Pierre est élue reine de la mirabelle[8].
- Octobre  : le président François Mitterrand se rend à Longwy. La nationalisation de la sidérurgie est votée peu de temps après[7].

## Inscriptions ou classements aux titre des monuments historiques

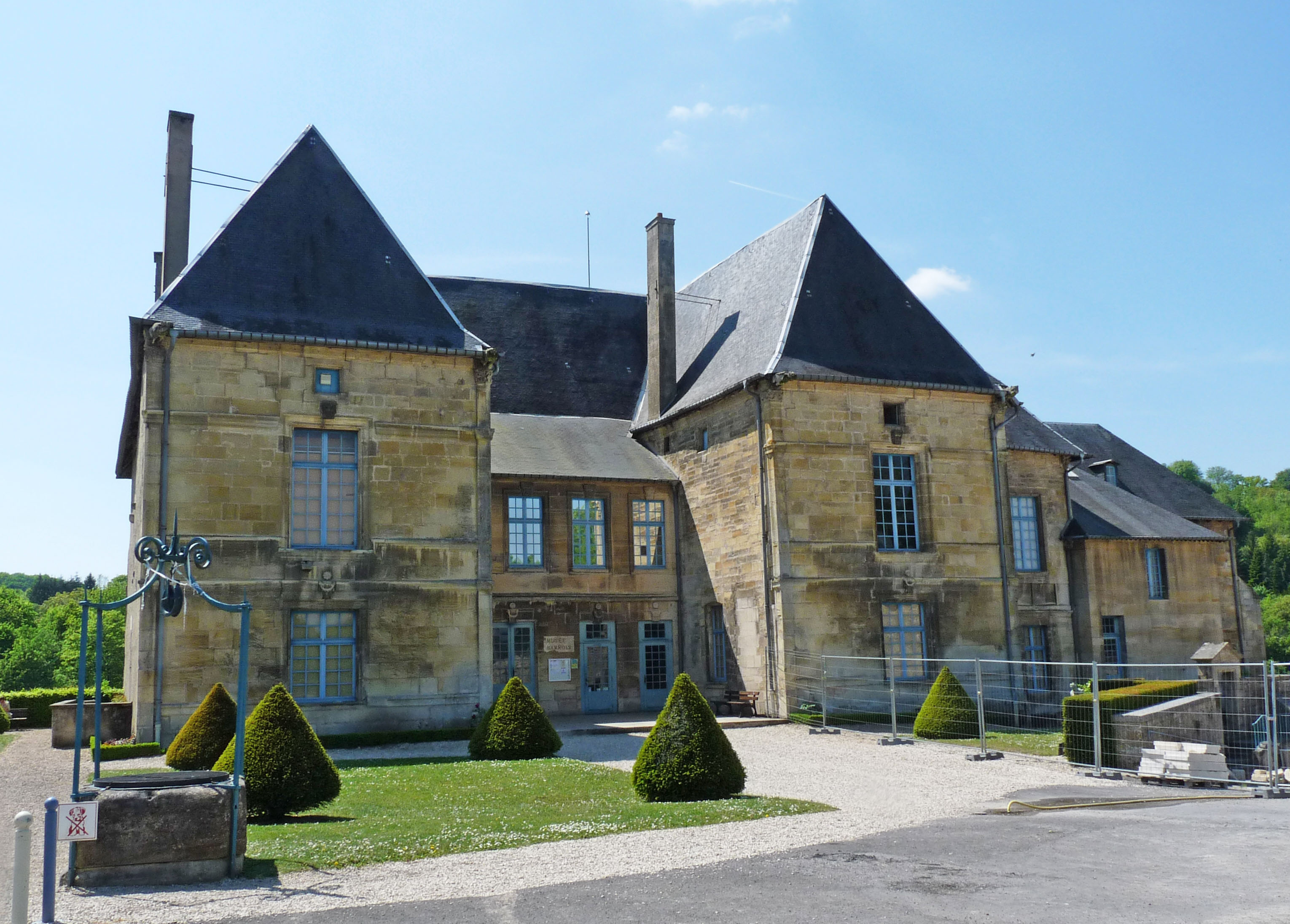
Bar-le-Duc Château des ducs de Bar.

- En Meurthe-et-Moselle : Château de Pierre-Percée[9].
- En Meuse : Château des ducs de Bar[10]; Église Notre-Dame de Bar-le-Duc[11]
- En Moselle : Château-fort de Rodemack[12]

## Naissances

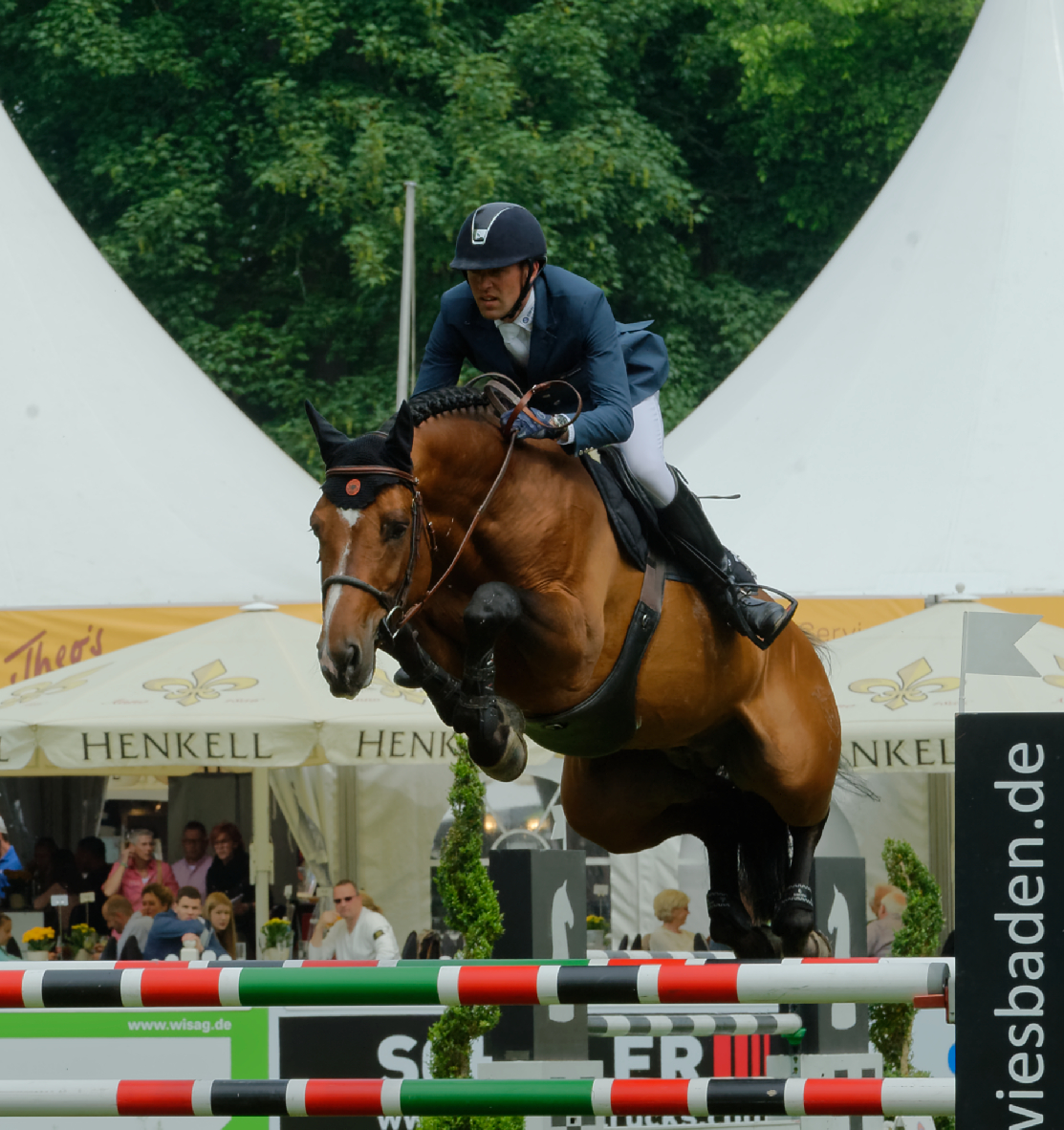
Simon Delestre avec Quidman Denfer à Wiesbaden CSIYH* en 2015

- Aline Peltier, volcanologue française née en 1981 dans les Vosges[13]. Auteur d'une thèse sur les déformations du Piton de la Fournaise en 2007[14], elle dirige l'observatoire volcanologique du Piton de la Fournaise depuis 2016.
- 5 février à Nancy : Séverine Hansen, coureuse cycliste française de VTT cross-country.
- 13 mars à Nancy : Thomas Isle (de son nom complet Thomas Isle de Beauchaine)[15], est un animateur et chroniqueur de télévision et de radio français.
- 26 avril à Nancy : Matthieu Delpierre, ancien footballeur français, évoluant au poste de défenseur. Son père, Joël Delpierre, était également footballeur.
- 3 mai à Sarreguemines : Éric Hassli, footballeur français évoluant au poste d'attaquant de 2000 à 2015.
- 7 mai à Nancy : Johnatan Mathis[16], rameur d'aviron français.
- 18 juin à Épinal : Prune Antoine, journaliste française indépendante spécialisée dans les pays européens de l’Est et de l’ancienne URSS.
- 21 juin à Metz : Simon Delestre, cavalier de saut d'obstacles français. Début mars 2016, il occupe la première place de la Longines Ranking List[17] et devient le troisième français à devenir numéro 1 mondial.
- 17 juillet à Metz : Sarah Deffeyes[18], comédienne française ayant vécu à l'Île de La Réunion.
- 12 août à Remiremont : Nabil Baha, footballeur international marocain.
- 28 août à Metz : Thomas Léonard[19],[20], arbitre français de football, de Fédéral 1[21], affilié au club du CS Veymerange[22].
- 29 septembre à Sarreguemines  : Matthieu Sprick, coureur cycliste français. Professionnel de 2004 à 2014. Son palmarès comprend notamment une victoire au Tour du Doubs en 2004 et une médaille de bronze obtenue au championnat d'Europe espoirs en 2002.
- 7 octobre à Épinal : David Valence, homme politique français.
- 4 novembre à Sarreguemines : Christophe Marth, joueur français de rugby à XV qui évoluait au poste de troisième ligne aile et troisième ligne centre.
- 17 novembre à Thionville : Carine Contessi, joueuse française de basket-ball. Elle joue principalement au poste d'ailière.
- 1 décembre à Metz : Julien Faurois, joueur français de rugby à XV évoluant au poste de pilier ou talonneur.
- 13 décembre à Nancy : David David, artiste autodidacte français. Peintre, sculpteur et plasticien, Il est connu pour son personnage avec un seau de peinture renversé sur la tête, appelé aussi "Tête dans l'Art"[23].
- 15 décembre à Nancy : Najoua Mazouri, plus connue sous le nom de Najoua Belyzel, chanteuse française.

## Décès

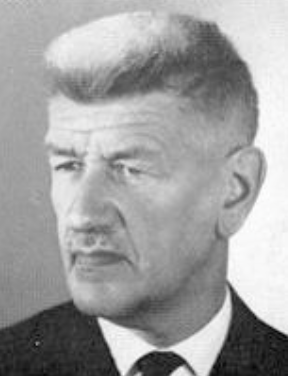
Joseph de Pommery

- Émile Just Bachelet, né le 2 janvier 1892 à Nancy , sculpteur français.
- 29 janvier à Nancy : Adrien Courtois, né le 28 novembre 1905 à Nancy[24], athlète français spécialiste de la marche athlétique.
- 18 mars à Martincourt (Meurthe-et-Moselle) : Georges Phelut, né le 10 janvier 1935 à Clermont-Ferrand, Puy-de-Dôme, officier de l'armée de l'air et un pilote de chasse français.
- 23 mars à Nancy : Paul Rémy, artiste-peintre français né à Nancy en 1897.
- 17 avril à Commercy : Raymond Thouvenot, archéologue et historien français de l'Antiquité romaine né le 15 juillet 1896 à Commercy (Meuse). Il a été directeur du service des antiquités du Maroc et professeur d'histoire ancienne et d'archéologie romaine à la faculté des lettres de Poitiers.
- 19 mai à Nancy : Jean Poirot, né à Saulxures-sur-Moselotte le 8 mars 1914 , médecin, un résistant et un homme politique français.
- 20 mai à Vandœuvre-lès-Nancy : Alfred Thinesse, né le 25 novembre 1885 à Brainville (Meurthe-et-Moselle) , homme politique français. Il est maire d'Épinal entre 1945 et 1947.
- 18 juin à Ville-au-Val (Meurthe-et-Moselle) : Joseph de Pommery, homme politique français.
- 3 juillet à Lunéville : Pierre Dalainzy, né le 13 août 1904 à Lunéville (France), homme politique français.
- 15 juillet à Metz : Joseph Schaff, né le 9 novembre 1906 à Sarreguemines, homme politique français.
- 28 juillet à Metz : Paul Claude Mallmann, né le 25 novembre 1915 à Metz, peintre, illustrateur et graveur français[25]. Il est connu pour ses gravures et illustra notamment un livre inédit de Pierre Descaves.
- 15 septembre à Verdun : Pierre Jolly, militaire de carrière, homme politique et résistant, né le 19 juillet 1889 à Souilly (Meuse)[26].